# Campos del Paraíso
Campos del Paraíso település Spanyolországban, Cuenca tartományban. Campos del Paraíso Alcázar del Rey, Vellisca, Huete, Pineda de Gigüela, Torrejoncillo del Rey, Palomares del Campo, Saelices és Rozalén del Monte községekkel határos. Lakosainak száma 648 fő (2024).

## Népesség
A település népessége az utóbbi években az alábbiak szerint változott:
| Lakosok száma | 1090 | 1001 | 994  | 922  | 952  | 880  | 807  | 737  | 714  | 648  |
|               | 2001 | 2004 | 2006 | 2009 | 2011 | 2014 | 2016 | 2019 | 2021 | 2024 |